# Bururi (commune)
Bururi is een gemeente (commune) in de provincie Bururi in Burundi.  De hoofdplaats van de gemeente draagt dezelfde naam.